# Wunderwelt Magie
| Wunderwelt Magie | Wunderwelt Magie                               |
| ---------------- | ---------------------------------------------- |
| Erscheinungsland | DDR                                            |
| Herausgeber      | Henschelverlag Kunst und Gesellschaft, Berlin  |
| Erscheinungsjahr | 1966                                           |
| Aufmachung       | gebunden                                       |
| Illustrationen   | 20 s/w Kunstdrucktafeln, 10 Strich-Zeichnungen |
| Sprache(n)       | Deutsch                                        |
| Seitenumfang     | 176                                            |
| Thema            | Historie der Zauberkunst                       |
| ISBN             | 3-8004-1017-6 (7. Auflage)                     |
| Autor            |                                                |
| Jochen Zmeck     |                                                |

Wunderwelt Magie von Jochen Zmeck ist der Titel eines der grundlegenden Bücher über die Geschichte der Zauberkunst.
Es gilt als eines der ersten gut recherchierten Bücher über die Zauberhistorie nach dem  Ersten Weltkrieg.

## Inhalt
1964 erhielt der Berufszauberkünstler Jochen Zmeck vom Henschel Verlag den Auftrag, ein Kapitel über die Zauberkunst zu verfassen, das in dem Buch Die Artisten, ihre Arbeit und ihre Kunst erscheinen sollte. Das Kapitel wurde derart umfangreich, dass sich der Verlag entschied, dem Thema ein komplettes Buch zu widmen.
So kam 1965 Wunderwelt Magie heraus, in dem der Autor die Zaubergeschichte von den Anfängen bis zum Erscheinungsjahr des Buches aufzeichnete. Dabei fließen auch oftmals die eigenen Erfahrungen des Autors mit der Zauberkunst ein. Jochen Zmeck beschreibt, wie große Zauberkünstler  (Beispiel: Kalanag) auf ihn gewirkt haben und was sie auszeichnete.
Das Buch bringt zum Schluss eine Aufstellung bekannter Zauberkünstler mit kurzen biographischen Angaben sowie ein umfangreiches Literaturverzeichnis.
Das Buch erlebte insgesamt 7 Auflagen. 

## Die Kapitel
- Zaubern müßte man können!
- Vom Gaukler zum Magier
- Automaten, Scharlatane und „Wundermänner“
- Die großen Magier und ihre Tricks
- Der Trick, Damen zu halbieren
- Die perfekte Täuschung oder wie es gemacht wird
- Ein Elefant verschwindet von der Bühne
- Die Kunst der Fakire – Legende und Wirklichkeit
- Das Kapitel Erik Jan Hanussen
- Magie als Hobby
- Namensverzeichnis
- Literaturverzeichnis

## Buchbesprechung
- Magie, Vereinsorgan des Magischen Zirkels von Deutschland, Heft 3, Januar 1966, S. 83

## Auflagen/Ausgaben
- 1. Ausgabe 1965, siehe Infobox
- 2. Auflage 1966 (leicht verändert zur 1. Auflage)
- 3. Auflage 1974
- 4. Auflage 1976
- 5. Auflage 1979
- 6. Auflage 1982
- 7. Auflage 1982 (Lizenzausgabe Universitas Verlag München)